# 西方教会
西方教会（せいほうきょうかい、英: Western Christianity）とは、キリスト教を大きく二つに分類した際に、東方教会と対置される教会の総称。西ヨーロッパで発達したローマ・カトリック教会およびそこから派生した聖公会、プロテスタント諸教派のことを指す。この東西の区分は、現在の教会の地理的な位置ではなく、歴史的な起源からなされるものである。東方典礼カトリック教会は完全にローマ・カトリック教会の一員であるが、基本的に東方教会に分類される。

## 東西教会の分裂
東西教会の分裂の事件として、主に以下の3つが挙げられる。高校世界史等の教科書で挙げられているのは2つ目である。
1. フォティオスの分離（863年 - 867年）[2]
2. 東西教会の「相互破門」（1054年）[3]
3. 正教会の中心地であるコンスタンティノープルに侵攻した第4回十字軍（1204年）[4]

ニカイア・コンスタンティノープル信条を古典ギリシャ語からラテン語に翻訳する際、西方のローマ・カトリック教会は原文に存在しないフィリオクェ（"filioque" 「子からもまた」の意）"という語句を聖霊の発出についての記述箇所に付け加えた。一般的には、この思想的な相違が東西教会の分裂の原因と考えられているが、幾多の思想上の争いはこの帰結に過ぎないとする見解と、フィリオクェ問題はそれほど重要な相違点ではないとする見解が存在する。

## 西方教会の一覧
- カトリック教会
- 復古カトリック教会
- 聖公会
  - アングリカン・コミュニオン
  - 日本聖公会
- ルーテル教会（ルター派）
  - 改革派教会（カルヴァン派）
    - 長老派教会
      - 改革長老教会
- アナバプテスト
  - バプテスト教会
  - メソジスト
  - アドヴェンチスト－アルミニウス主義－復興主義
    - セブンスデー・アドベンチスト教会
    - ホーリネス教会
      - ペンテコステ派

### 樹形図（概略）

キリスト教諸教派の成立の概略を表す樹形図。更に細かい分類方法と経緯があり、この図はあくまで概略である事に注意。